# Schmidt Henrik (tanár)
Schmidt Henrik (Pozsony, 1815. december 8. – 1870. május 3.) jogakadémiai tanár.

## Életútja
Tanult 1840. április 6-tól a jénai egyetemen bölcseletet tanított; 1844. június 2-ától az evangélikus konzisztórium Nagyszebenben meghívta az ottani jogakadémiához tanárnak. 1848. június 29-én a szász nemzetség hat más társával együtt küldöttségül választotta meg a minisztériumhoz és István nádorhoz Pestre és Ferdinand királyhoz Bécsbe; miután az előbbeni küldöttek 1848. október 6-a után Bécsből visszatértek, Schmidt társaival együtt Olmützbe utazott, ahol Ferencz József király 1848. december 22-én a szász nemzetiség érdemeit dicsérő két oklevelét adta ki; mind a kettő az erdélyi szászoknak a birodalmi minisztérium közvetlen kormánya alá helyezéséről szólott. A szabadságharc lezajlása után visszatért Nagyszebenbe és az ottani jogakadémián folytatta előadásait. 1850. augusztus 21-én a császári és királyi Ferenc József-rend lovagkeresztjével jutalmaztatott meg. Az 1863-64. évi nagyszebeni tartományi gyűlésen, mint a nagysinki II. kerület kiküldöttje részt vett; azután kizárólag tanszékének szentelte magát; azonban adósságba merült és 1870. május 3-án öngyilkos lett.
1849. augusztus elején átvette a nagyszebeni Siebenbürger Bote politikai lap szerkesztését és ezt vezette 1850-ig, midőn a szász nemzetiség ismét Bécsbe küldte. 1861. január 3-án átvette a Hermannstädter Zeitung szerkesztését, melynek első évfolyama azon év október 31-ig terjed; a II. az egész 1862. évet betölti. 1863-tól a Hermannstädter Zeitung vereinigt mit dem Siebenbürger Bote címet vette fel és Schmidt a nagy osztrák birodalom szellemében 1865. szeptember 16-ig szerkesztette.

## Munkái
- Aus den Ruinen des Sachsenlandes in Siebenbürgen. Hermannstadt, 1849. (Költemények.)
- Unterhaltungen aus der Gegenwart. Periodische Schrift in zwanglosen Heften. Uo. (1848. május 8-tól kezdve.)
- Encyclopädischer Abriss der Cameralwissenschaft. Seinen Vorlesungen über Encyclopädie der Cameralwissenshaften zu Grunde gelegt. Uo. 1853.
- Das eilfte Hauptstück des allgemeinen osterreichischen Berggesetzes vom 23. Mai 1854. mit den dazu gehörigen Vollzugs-Vorschriften, Verordnungen, Erlässen, Kundmachungen, Berghauptmannschaftlichen Edikten und Formularien. Das Bergwerksabgabengesetz mit besonderer Rücksicht auf das Grossfürstenthum Siebenbürgen. Zusammengestellt von H. S. Uo. 1857.
- Die Bergbehörden der österreichischen Monarchie (ad §. 225. des allg. Berggesetzes). Zusammengestellt von H. S. Uo. 1859.
- Staat oder Nationalität? Eine österreichische Studie von Poinz. Leipzig, (1868.)